# 斯圖傑涅茨科耶湖
56°52′53″N 29°19′16″E / 56.88139°N 29.32111°E
斯圖傑涅茨科耶湖（俄语：Студенецкое），是俄羅斯的湖泊，位於該國西北部，由普斯科夫州負責管轄，處於新勒熱夫區，面積0.4平方公里，集水區面積1.6平方公里，平均水深5米，最大水深25米。